# Guillermo Varela
Guillermo Varela Olivera sinh ngày 24 tháng 3 năm 1993, là cầu thủ bóng đá người Uruguay, hiện tại đang chơi ở vị trí hậu vệ phải cho câu lạc bộ Flamengo và là thành viên của đội tuyển bóng đá quốc gia Uruguay.

## Sự nghiệp
Valera sinh ra tại Montevideo, Uruguay, Valera bắt đầu sự nghiệp của mình tại quê nhà với CLB Peñarol,trận đấu chuyên nghiệp đầu tiên của anh là trận gặp Racing Club de Montevideo vào ngày 5 tháng 6 năm 2011 tại giải Uruguayan Primera División.Penarol đã thua Racing Club de Montevideo với tỉ số 1-0, Varela vào thay Yefferson Moreira ở phút 67.
Tháng 5 năm 2013, Valera được mời thử việc tại Manchester United trong 2 tuần sau màn trình diễn ấn tượng tại South American Youth Championship 2013.
Ngày 7 tháng 6 năm 2013, Manchester United thông báo họ đã đạt được thỏa thuận chuyển nhượng Valera từ Peñarol với khoản phí chuyển nhượng không được tiết lộ, theo tin đồn là 2,8 triệu Euro. Anh trở thành cầu thủ đầu tiên gia nhập Manchester United dưới thời huấn luyện viên David Moyes. Ngày 11 tháng 6, anh đã ký vào bản hợp đồng với thời hạn 5 năm.
Valera tham dự FIFA U-20 World Cup 2013,cùng đội tuyển U20 Uruguay, họ đã giành vị trí thứ nhì, sau nhà vô địch là đội tuyển Pháp.

## Thống kê sự nghiệp
Tính đến ngày 20 tháng 2 năm 2024.
| CLB                         | Mùa giải            | League                     | League | League    | Cup  | Cup       | League Cup | League Cup | Cup Châu lục | Cup Châu lục | Châu lục | Châu lục  | Khác | Khác      | Tổng | Tổng      |
| CLB                         | Mùa giải            | Hạng                       | Trận   | Bàn thắng | Trận | Bàn thắng | Trận       | Bàn thắng  | Trận         | Bàn thắng    | Trận     | Bàn thắng | Trận | Bàn thắng | Trận | Bàn thắng |
| --------------------------- | ------------------- | -------------------------- | ------ | --------- | ---- | --------- | ---------- | ---------- | ------------ | ------------ | -------- | --------- | ---- | --------- | ---- | --------- |
| Peñarol                     | 2010–11             | Uruguayan Primera División | 1      | 0         | —    | —         | —          | —          | —            | —            | 0        | 0         | —    | —         | 1    | 0         |
| Peñarol                     | 2011–12             | Uruguayan Primera División | 0      | 0         | —    | —         | —          | —          | —            | —            | 0        | 0         | —    | —         | 0    | 0         |
| Peñarol                     | 2012–13             | Uruguayan Primera División | 0      | 0         | —    | —         | —          | —          | —            | —            | 0        | 0         | —    | —         | 0    | 0         |
| Peñarol                     | Tổng                | Tổng                       | 1      | 0         | —    | —         | —          | —          | —            | —            | 0        | 0         | —    | —         | 1    | 0         |
| Manchester United           | 2013–14             | Premier League             | 0      | 0         | —    | —         | 0          | 0          | 0            | 0            | 0        | 0         | 0    | 0         | 0    | 0         |
| Manchester United           | 2014–15             | Premier League             | 0      | 0         | —    | —         | 0          | 0          | 0            | 0            | —        | —         | —    | —         | 0    | 0         |
| Manchester United           | 2015–16             | Premier League             | 4      | 0         | —    | —         | 3          | 0          | 0            | 0            | 4        | 0         | —    | —         | 11   | 0         |
| Manchester United           | 2016–17             | Premier League             | 0      | 0         | —    | —         | 0          | 0          | 0            | 0            | 0        | 0         | 0    | 0         | 0    | 0         |
| Manchester United           | Tổng                | Tổng                       | 4      | 0         | —    | —         | 3          | 0          | 0            | 0            | 4        | 0         | 0    | 0         | 11   | 0         |
| Real Madrid Castilla (mượn) | 2014–15             | Segunda División B         | 33     | 1         | —    | —         | —          | —          | —            | —            | —        | —         | —    | —         | 33   | 1         |
| Eintracht Frankfurt (mượn)  | 2016–17             | Bundesliga                 | 7      | 0         | —    | —         | 3          | 0          | —            | —            | —        | —         | —    | —         | 10   | 0         |
| Peñarol                     | 2017                | Uruguayan Primera División | 11     | 0         | —    | —         | —          | —          | —            | —            | —        | —         | —    | —         | 11   | 0         |
| Peñarol                     | 2018                | Uruguayan Primera División | 12     | 0         | —    | —         | —          | —          | —            | —            | 6        | 0         | 1    | 0         | 19   | 0         |
| Peñarol                     | Tổng cộng           | Tổng cộng                  | 23     | 0         | —    | —         | —          | —          | —            | —            | 6        | 0         | 1    | 0         | 30   | 0         |
| Copenhagen                  | 2018–19             | Danish Superliga           | 7      | 0         | —    | —         | 0          | 0          | —            | —            | 0        | 0         | —    | —         | 7    | 0         |
| Copenhagen                  | 2019–20             | Danish Superliga           | 27     | 0         | —    | —         | 1          | 0          | —            | —            | 15       | 0         | —    | —         | 43   | 0         |
| Copenhagen                  | 2020–21             | Danish Superliga           | 1      | 0         | —    | —         | 0          | 0          | —            | —            | 2        | 0         | —    | —         | 3    | 0         |
| Copenhagen                  | Tổng cộng           | Tổng cộng                  | 35     | 0         | —    | —         | 1          | 0          | —            | —            | 17       | 0         | —    | —         | 53   | 0         |
| Dynamo Moscow (mượn)        | 2020–21             | Russian Premier League     | 17     | 0         | —    | —         | 2          | 0          | —            | —            | —        | —         | —    | —         | 19   | 0         |
| Dynamo Moscow               | 2021–22             | Russian Premier League     | 24     | 0         | —    | —         | 5          | 0          | —            | —            | —        | —         | —    | —         | 29   | 0         |
| Dynamo Moscow               | 2022–23             | Russian Premier League     | 1      | 0         | —    | —         | 0          | 0          | —            | —            | —        | —         | —    | —         | 1    | 0         |
| Dynamo Moscow               | Tổng cộng           | Tổng cộng                  | 42     | 0         | —    | —         | 7          | 0          | —            | —            | —        | —         | —    | —         | 49   | 0         |
| Flamengo (mượn)             | 2022                | Série A                    | 5      | 0         | —    | —         | 0          | 0          | —            | —            | 1        | 0         | —    | —         | 6    | 0         |
| Flamengo (mượn)             | 2023                | Série A                    | 1      | 0         | 7    | 0         | 1          | 0          | —            | —            | 2        | 0         | 4    | 0         | 15   | 0         |
| Flamengo                    | 2023                | Série A                    | 4      | 0         | —    | —         | 2          | 0          | —            | —            | 0        | 0         | —    | —         | 6    | 0         |
| Flamengo                    | 2024                | Série A                    | 0      | 0         | 6    | 1         | 0          | 0          | 0            | 0            | 0        | 0         | —    | —         | 6    | 1         |
| Flamengo                    | Tổng cộng           | Tổng cộng                  | 10     | 0         | 13   | 1         | 3          | 0          | —            | —            | 3        | 0         | 4    | 0         | 33   | 1         |
| Tổng cộng sự nghiệp         | Tổng cộng sự nghiệp | Tổng cộng sự nghiệp        | 155    | 1         | 13   | 1         | 17         | 0          | 0            | 0            | 30       | 0         | 5    | 0         | 220  | 2         |